# Saint-Nazaire (Gard)
Saint-Nazaire é uma comuna francesa na região administrativa da Occitânia, no departamento de Gard. Estende-se por uma área de 6.68 km², e possui 1.249 habitantes, segundo o censo de 2018, com uma densidade de 190 hab/km².